# سید محمد موسوی خوئینی‌ها
سید محمد موسوی خوئینی‌ها (زادهٔ ۱۳۲۰ در قزوین) سیاست‌مدار ایرانی است. او از سال ۱۳۸۴ دبیرکل مجمع روحانیون مبارز است. وی یکی از شخصیت‌های محوری در جریان چپ سنتی و جناح اصلاح‌طلب جمهوری اسلامی است.
خوئینی‌ها رهبر معنوی دانشجویان مسلمان پیرو خط امام در جریان بحران گروگان‌گیری در سفارت آمریکا و از نزدیکان روح‌الله خمینی پیش و پس از انقلاب ۱۳۵۷ بود. او در دوران رهبری خمینی پست‌های مهمی همچون نایب رئیسی دوره اول مجلس شورای اسلامی، عضویت در شورای سرپرستی صدا و سیما (۱۳۵۹)، دادستانی کل کشور، سرپرست حجاج ایران، نمایندگی دورهٔ اول مجلس خبرگان رهبری و عضویت در شورای بازنگری قانون اساسی را برعهده داشت، اما پس از مرگ خمینی به جز مدتی حضور در مجمع تشخیص مصلحت نظام، هیچ مسئولیت رسمی جدی نداشته‌است. در سال ۱۳۷۰ و پس از رد صلاحیت گستردهٔ کاندیداهای جناح چپ، او روزنامه سلام را منتشر کرد که جنجال‌های زیادی را آفرید؛ این روزنامه در جریان افشای نامهٔ محرمانهٔ قتل‌های زنجیره‌ای، توقیف و در پی آن حمله به کوی دانشگاه تهران رقم خورد.

## زندگی
روحانی متولد سال ۱۳۲۰ در قزوین، سیاست‌ورزی را از سنین جوانی آغاز کرد و از یاران سید روح‌الله خمینی بود چنان‌که پس از تبعید خمینی به نجف، او هم راه این شهر را در پیش گرفت تا در کلاس‌های او حضور داشته باشد که یکسال بعد به ایران بازگشت. گفته می‌شود در مسجدی در تهران کلاس‌های تفسیر قرآن برگزار می‌کرده‌است.
وی در دهه ۵۰ برای پخش اعلامیه‌های خمینی بازداشت و به ۱۵ سال حبس محکوم که پس از ۱۰ ماه آزاد شد و به پاریس نزد وی رفت.
بار دیگر فعالیت‌های خود را از سر گرفت. بخش عمده‌ای از فعالیت‌های ضد رژیم او در این مقطع به عنوان خطیبی سیاسی در مساجد تهران در اسناد ساواک به نام «موسوی» ثبت شده‌است. مهم‌ترین اتفاق این دوره اما تشکیل جامعه روحانیت مبارز است. حسن روحانی در خاطرات خود دربارهٔ تشکیل جامعه روحانیت مبارز تهران می‌گوید: «تشکیلات جدید و با هدف رهبری نهضت در تهران و شهرستان‌ها تحت عنوان جامعه روحانیت مبارز تهران، در اوایل سال ۱۳۵۶ شکل گرفت. در نخستین جلسه‌ای که تشکیل شد، شماری از مشاهیر روحانیت مبارز مانند شهید دکتر بهشتی، شهید علامه مطهری، موسوی اردبیلی، امامی کاشانی، انواری، موحدی کرمانی، موسوی خویینی‌ها، شهید شاه‌آبادی، شهید محلاتی، ناطق نوری، اینجانب و تعداد دیگری از دوستان حضور داشتند.» تشکیلاتی که علاوه بر شورای مرکزی جلسات مناطق را نیز به‌طور پیگیر برگزار می‌کرد.

## پس از انقلاب
موسوی خوئینی ها پس از انقلاب به آن دلیل که امینِ خمینی و از مبارزان همراه او در انقلاب ۵۷ بود، به سمت هایی از سوی وی برگزیده شد. از جمله امیرالحاج ، سرپرست صدا و سیما  ، دادستان کل کشور . 
او رهبر معنوی  دانشجویان مسلمان پیرو خط امام در جریان گروگانگیری در سفارت آمریکا پس از انقلاب سال ۵۷ بود. در سالهای اخیر پس از انتشار ادعاها و شایعات بسیار که غالبا از سوی افراد نزدیک به سپاه پاسداران انقلاب اسلامی درباره ی این واقعه مطرح می شد، وی به تفصیل به شرح ماجرا پرداخت و مطالبی در وبسایت شخصی و کانال تلگرامی اش منتشر کرد  . وبسایت شخصی او پس از انتشار این مطلب و نیز نقدی درمورد حضور نظامیان در سیاست از دسترس خارج شد .
یکی از افشاگری‌های پرسروصدای دانشجویان پیرو خط امام در جریان گروگانگیری در سفارت آمریکا انتشار مطالبی در مورد نهضت آزادی بود. آنها طی برنامه‌ای رادیویی ادعا کردند که نهضت آزادی متمایل به ایالات متحده است و در آینده مسیر انقلاب را به انحراف می‌کشاند که این اظهارات به شدت مورد انتقاد اعضای این نهضت قرار می‌گیرد. به‌طور کلی آنچه در نحوه افشای اسناد قطعی است نقش کلیدی موسوی‌ خوئینی‌ها است که ظاهراً اسناد با اجازه او و به صورت جهت‌دار منتشر می‌شد. حتی برخی از این اسناد از سفارت خارج شده و سال‌ها بعد در منزل شخصی یکی از افراد اصلی دانشجویان پیرو خط امام و نزدیک‌ترین افراد با موسوی‌خوئینی‌ها کشف شد (مرکز اسناد انقلاب اسلامی، کد خبر ۱۸۷۱۲.)
یکی از ابهامات انتشار اسناد مربوط به افشاگری موسوی‌خوئینی‌ها دربارهٔ بنی‌صدر در جلسه عزل او است. اسناد مربوط به ارتباط بنی‌صدر از اولین اسنادی بود که در سفارت کشف شد و سالم به دست دانشجویان افتاد. اما با توجه به اینکه مدت کوتاهی بعد از کشف این اسناد موسوی‌خوئینی‌ها به‌عنوان نماینده امام خمینی در بررسی صلاحیت کاندیداها معرفی و بنی‌صدر نیز کاندیدای اولین دوره ریاست‌جمهوری می‌شود، این ابهام وجود دارد که چرا او بدون هیچ‌واکنشی از طرف موسوی‌خوئینی‌ها تأیید صلاحیت و پس از آن به‌عنوان رئیس‌جمهور برگزیده می‌شود.

### واکنش به اتهامات
وی در نهم آذر سال ۱۳۸۹ در نشستی با دانشجویان دانشگاه تهران و چند دانشگاه دیگر، واقعه گروگانگیری در سفارت آمریکا را با بیانی توصیفی ـ تحلیلی روایت کرد که متن کامل آن گفتگو در کانال تلگرامی اش منتشر شده‌است. در بخشی از این گفتگو آمده:
آمدند پیش من که شما بروید با امام صحبت کنید و ببینید نظر امام چیست، من گفتم که به نظرم این کار درستی نیست که با امام در میان بگذاریم، تصور کنید من به امام گفتم؛ اگر امام بفرمایند نه کار غلطی است و این کار را نکنید در این صورت مشکلی نداریم؛ اما اگر فرض کنید که امام این کار را می‌پسندند، همان‌طور که شما هم فکر کردید کار خوبی است، چون برای اعلام اعتراضمان به امریکایی‌ها هم این تنها راه است و راه دیگری نداریم، فرضاً امام اگر مثل شما این کار را بپسندد، در جایگاه رهبر یک کشور و رئیس یک مملکت آیا این درست که به کسی بگوید برو سفارت آمریکا را بگیر و افرادی که آنجا هستند را هم نگه دار؟ این کار درست است؟ امام بر فرض هم اگر در دل این کار را پسندیده بداند به لحاظ عرف سیاسی ناگزیر است بگوید نخیر چنین کاری نکنید. پس با این فرض که این کار، کار پسندیده‌ای است چرا برویم و امام را در مقابل سؤالی قرار دهیم که ناگزیر باشد جواب منفی بدهد؟ چه این کار بد باشد و چه خوب؛ شما این سؤال را نکنید و من هم از امام نمی‌پرسم. مگر شما می‌خواهید چه بکنید که نمی‌شود جبرانش کرد؟ شما که نمی‌خواهید کسی را بکشید یا جایی را خراب کنید، می‌خواهید وارد سفارت آمریکا شوید، خب اولین لحظه‌ای که این کار را کردید، امام مطلع می‌شود؛ اگر نظرشان این بود که کار غلطی است بلافاصله اطلاع می‌دهند که بیایید بیرون و کار درستی نیست، یا خود ایشان اعلام می‌کنند یا به دولت می‌گویند؛ شما هم می‌آیید بیرون. این هیچ ضرری ندارد بلکه این مزیت را هم دارد که یک قشر دانشجوی مسلمان کاری را که خود می‌پسندید، چون رهبرش گفت نه آن را کنار گذاشت، و این بد هم نیست، امریکایی‌ها هم بفهمند که در ایران و در درون مردم این ظرفیت وجود دارد که هر لحظه علیه آمریکا قدمی بردارند اما رهبر مملکت جلویش را گرفته. اما اگر کارتان خوب بود و امام هم پسندید، نمی‌گوید بیایید بیرون، حرفی نمی‌زند؛ هم کار خوب انجام شده و هم به پای امام نوشته نشده، چرا ما کاری کنیم که در عرف بین‌الملل درست نیست این کار به نام امام ثبت شود؟ در این صورت همه خواهند گفت که خب اگر شما این سفارت را قبول نداشتید می‌گفتید آن را ببندند و تعطیلش کنند. نمی‌دانم این منطق من چقدر درست بود، اما بالاخره آن دوستان را متقاعد کرد؛ پذیرفتند که با امام در میان نگذاریم. خب دانشجویان رفتند و کارشان را انجام دادند و به من هم اطلاع دادند و من هم حرکت کردم.

### پس از گروگانگیری در سفارت
پس از گروگانگیری در سفارت، تا مدت کوتاهی سرپرستی امور سفارت آمریکا به دست وی بود، اما خمینی در اسفند ۱۳۵۸ در حکمی، دستور می‌دهد که گروگان‌ها به شورای انقلاب واگذار شود. او همچنین نماینده خمینی در شورای سرپرستی صدا و سیما بود که پس از پیروزی بنی صدر در انتخابات ریاست‌جمهوری از این سمت استعفا داد تا در انتخابات مجلس اول از حوزه تهران شرکت کند. وی در این انتخابات در فهرست ائتلاف بزرگ (حزب جمهوری اسلامی، روحانیت مبارز و گروه‌های اسلام‌گرا) و نیز حزب توده، جنبش مسلمانان مبارز و جاما قرار داشت و با ۱٬۲۴۸٬۳۹۱ رأی در رتبه یازدهم قرار گرفت. او در دوره اول مجلس نایب رئیس مجلس شد. سپس در سال ۱۳۶۴ از سوی خمینی به دادستانی کل کشور منصوب شد. در سال پایانی عمر خمینی نیز از سوی او به عضویت در شورای بازنگری قانون اساسی منصوب شد.

## دوران رهبری سید علی خامنه‌ای

### نگرانی از گرایش کشور به آمریکا
آقای محمدرضا امینی در کتاب سراب سیاست صفحه ۵۹ آورده:
آیت الله سید جعفر شبیری زنجانی می‌گوید آقای آل ااسحاق برای من نقل کرد: روزی که آیت الله خامنه ای انتخاب شدند برای رهبری آقای خوئینی‌ها که از جلسه بیرون آمدند گفتند:
بهترین شخص بود که انتخاب شد و مناسب تر از ایشان کسی را نداریم فقط نگران این هستیم که مملکت به آمریکا گرایش پیدا کند— محمدرضا امینی، سراب سیاست صفحه ۵۹

### گلایه از سید علی خامنه‌ای
هاشمی رفسنجانی در کتاب بازسازی و سازندگی چاپ سال ۱۳۶۸ صفحه ۲۸۰ می‌گوید:
آقای موسوی خوئینی‌ها آمد. خودم ایشان را خواستم. دربارهٔ شغل آینده اش صحبت شد. از رهبری رنجیده، به خاطر اینکه ایشان را رئیس قوه قضائیه نکرده‌است. گفتم آیت الله خامنه ای مایل اند در دفتر خودشان کاری به ایشان واگذار نمایند؛ نپذیرفت و گفت بنا دارد با انتخابات میان دوره ای به مجلس برود. پیشنهاد همکاری با نهاد ریاست جمهوری را هم دادم. گفت اگر بنا شد کاری بپذیرد، این را می‌پذیرد— هاشمی رفسنجانی، بازسازی و سازندگی خاطرات ۱۳۶۸
چند ماه پس از رهبری سید علی خامنه‌ای، موسوی خوئینی‌ها به عنوان مشاور سیاسی رهبری منصوب شد. او در این دوران برخلاف دههٔ اول جمهوری اسلامی پست‌های چندان مهمی بر عهده نداشت و در شمار منتقدان سیاست‌های جریان راست آن زمان، یعنی دولت هاشمی رفسنجانی و علی خامنه‌ای قرار گرفت. او در سال ۱۳۶۸ مرکز تحقیقات استراتژیک مجمع تشخیص مصلحت نظام را تأسیس کرد که تعدادی از فعالان دانشجویی دوران انقلاب و اصلاح‌طلبان دههٔ بعد در آن فعالیت می‌کردند. در سال ۱۳۶۹ در حالی که نمایندهٔ دورهٔ اول مجلس خبرگان رهبری بود به همراه تعداد زیادی از دیگر اعضای مجمع روحانیون مبارز برای نمایندگی در دوره دوم مجلس خبرگان رهبری رد صلاحیت شد. در سال ۱۳۷۰ برای شرکت در انتخابات مجلس چهارم تأیید صلاحیت شد ولی در اعتراض به رد صلاحیت کاندیداهای جناح چپ، از کاندیداتوری انصراف داد.

### روزنامه سلام
فعالیت مهم او در این دوران تأسیس روزنامه سلام بود که انتقادات او و همفکران وی نسبت به سیاست‌های حکومت را منعکس می‌کرد و نقش مهمی در پیروزی محمد خاتمی در انتخابات سال ۱۳۷۶ ایفا کرد. روزنامه سلام در سال ۱۳۷۸ در پی انتشار نامه محرمانه سعید امامی به قربانعلی دری نجف آبادی وزیر اطلاعات برای تهدید مطبوعات توقیف شد و موسوی خوئینی در دادگاه ویژه روحانیت به جرم انتشار اسناد محرمانه کشور به محاکمه کشیده شد. اعتراض دانشجویان طرفدار وی به توقیف روزنامه سلام آغازگر حمله به کوی دانشگاه تهران (۱۸ تیر ۱۳۷۸) و حوادث روزهای پس از آن شد. در پی استعفای مهدی کروبی در سال ۱۳۸۴، مجمع روحانیون مبارز خوئینی‌ها را به عنوان دبیر مجمع برگزید.

### شنود اشباح
.
یکی از گفته‌ها دربارهٔ زندگی محمد موسوی خویینی‌ها به سفر او به شوروی و تحصیل در دانشگاه پاتریس لومومبای مسکو اختصاص دارد. خویینی‌ها در تنها واکنشی که نسبت به این حرف‌ها دربارهٔ خود داشته‌است، می‌گوید:
در سال‌های اخیر کتابی به نام شنود اشباح منتشر شد که در ارتباط با من یادداشت‌هایی را از مجلات خارجی جمع‌آوری کرده‌بود و مرا این‌طور معرفی کرد که یک عنصر وابسته به شوروی هستم، تحصیلاتم نیز در دانشگاه پاتریس لومومبا در مسکو بوده‌است. این کتاب این‌طور می‌خواهد القا کند که چون من از نزدیکان امام بودم، خواسته‌های شوروی را به امام القا می‌کردم، بنابراین آن حرکت‌های تند ضد آمریکایی امام القائات و زمینه‌سازی‌های شوروی بوده‌است که مهمترین عنصرش من بودم. البته من در مقام تخطئه این نگاه و این کتاب نیستم. هر کسی آزاد است هر طور که می‌خواهد فکر کند. این نگاه و این طرز تفکر آن زمان نمی‌توانست باور کند که یک حرکت ضد آمریکایی کاملاً مستقل و خودجوش صورت گرفته که بی‌ارتباط با شوروی است. حتی به خاطر دارم اولین سالی که بنده به عنوان امیر الحاج به مکه مشرف شدم، در تمام نشریات عربستان این مطالب را چاپ کردند که بگویند این کسی که آمده، مارکسیست است و وابسته به شوروی‌هاست و اصلاً بزرگ شده مسکو است.

### انتخابات ۱۳۸۸
با وقوع اعتراضات گسترده به نتایج انتخابات ریاست‌جمهوری ۱۳۸۸ خوئینی‌ها به طراحی و مدیریت این حوادث متهم شد. او و تشکل متبوعش یعنی مجمع روحانیون مبارز در این انتخابات از میرحسین موسوی حمایت می‌کردند و پس از انتخابات هم موضع سختی در قبال حاکمیت اتخاذ کرده و خواستار ابطال انتخابات و برگزاری رفراندوم در مورد مشروعیت دولت شدند. شخص خوئینی‌ها دو روز پیش از انتخابات در اطلاعیه‌ای با مطرح ساختن احتمال تقلب در انتخابات ریاست جمهوری ایران (۱۳۸۸) از همگان خواسته بود تا برای صیانت از آرای مردم از تمام توان خود استفاده کنند.
محمدعلی جعفری فرمانده سابق کل سپاه پاسداران گفت: «او در بهمن ۱۳۸۷ در یک جلسه خصوصی گفته بود: ما باید بیاییم و توان خود را بگذاریم و به هر قیمتی رهبری را از تخت پایین بکشیم، او باید بفهمد این مملکت این‌طور نیست که ایشان هر طور که خواستند این نظام را به هر سمتی بکشند.» حمیدرضا ترقی عضو ارشد حزب مؤتلفه اسلامی نیز موسوی خوئینی‌ها را متهم کرد که طی سه دهه گذشته همیشه در قامت یک عنصر پشت پرده درصدد ایجاد کودتا یا آشوب در ایران بوده و حتی ترور مرتضی مطهری را به او نسبت داد.

## تاریخچه انتخاباتی
| سال  | انتخابات          | رأی       | ٪    | رتبه | نتیجه    | منبع   |
| ---- | ----------------- | --------- | ---- | ---- | -------- | ------ |
| ۱۳۵۸ | مجلس شورای اسلامی | ۱٬۲۴۸٬۳۹۱ | ۵۸٫۰ | ۱۱   | پیروزی   |        |
| ۱۳۶۱ | مجلس خبرگان رهبری | ۴۹۲٬۲۰۱   | ۸۲٫۶ | ۱    | پیروزی   | [ ۱۸ ] |
| ۱۳۶۴ | ریاست‌جمهوری       | –         | –    | –    | ردصلاحیت | [ ۱۹ ] |
| ۱۳۶۹ | مجلس خبرگان رهبری | –         | –    | –    | ردصلاحیت | [ ۲۰ ] |
| ۱۳۷۱ | مجلس شورای اسلامی | –         | –    | –    | انصراف   | [ ۲۱ ] |

## نامه به سید علی خامنه‌ای
در تاریخ ۷ تیر ۱۳۹۹، موسوی خوئینی‌ها در نامه‌ای به سید علی خامنه‌ای، رهبر جمهوری اسلامی، اوضاع کشور را «غیر قابل دوام» خواند و اعلام کرد مردم نسبت به مدیریت کلان کشور بی‌اعتماد و بی‌اعتقاد شده‌اند و مقبولیت و مشروعیت نظام آسیب دیده‌است و علی خامنه‌ای را مسئول این شرایط دانست. این نامه واکنش‌های زیادی را برانگیخت.